# 王開甲
王開甲，四川敘州府富順縣人，清朝政治人物、進士出身。
光緒二年（1876年），登進士，分部學習。光緒十年，任吏部主事。